# Charles Bunyan
Charles Bunyan (Shefford, 26 gennaio 1869 – Ixelles, 3 agosto 1922) è stato un calciatore e allenatore di calcio inglese.

## Biografia
Ha avuto due figli: Charles (detto Charlie o Cyrille) e Maurice, entrambi calciatori. Quando morì, Charlie prese il suo posto come allenatore dell'Anderlecht.

## Palmarès

### Giocatore

#### Competizioni regionali
- Birmingham Senior Cup: 2

Walsall: 1896-1897, 1897-1898

### Allenatore

#### Competizioni nazionali
- Svenska Serien: 1

Örgryte: 1912